# Left Alive
Left Alive est un jeu vidéo de tir à la troisième personne édité et développé par Square Enix. Il est sorti sur PlayStation 4 et Windows le 28 février 2019 au Japon et le 5 mars 2019 pour le reste du monde.
Il s'agit d'un spin-off de la série Front Mission. Chronologiquement, il se place entre Front Mission 5: Scars of the War et Front Mission Evolved. 
Le jeu est un échec critique retentissant et rarissime. Il bat même le score d'Agony dans les jeux les moins bien notés de la 8ème génération avec une moyenne de 37 sur metacritic. La totalité des critiques s'accorde sur un gameplay lourd, très répétitif et quasiment injouable, des graphismes et un level design digne de la PlayStation 2 et une IA totalement inexistante.

## Trame
Le joueur incarne trois personnages différents qui évoluent dans la ville russe de Novo Slava en 2127.

## Développement
Left Alive est développé par une équipe issus de studios différents (From Software pour Toshifumi Nabeshima qui a travaillé sur la série Armored Core, Kojima Productions pour Yoji Shinkawa). On y trouve également Takayuki Yanase ayant travaillé, tantôt dans l'animation (Ghost in the Shell: Arise), tantôt dans le jeu vidéo (Xenoblade Chronicles X).